# Trophées UNFP du football
Les Trophées UNFP de football (Nederlands: De Voetbaltrofeeën van de Profliga) zijn Franse voetbalprijzen die jaarlijks worden uitgereikt. In de volksmond worden ze ook weleens de Oscars van het Franse voetbal genoemd. Elk jaar sinds 1988 wordt er op zoek gegaan naar de Beste Speler, Beste Belofte en Beste Trainer. Sinds 2002 wordt ook de Beste Doelman beloond met een trofee.

## Winnaars

### Beste Speler

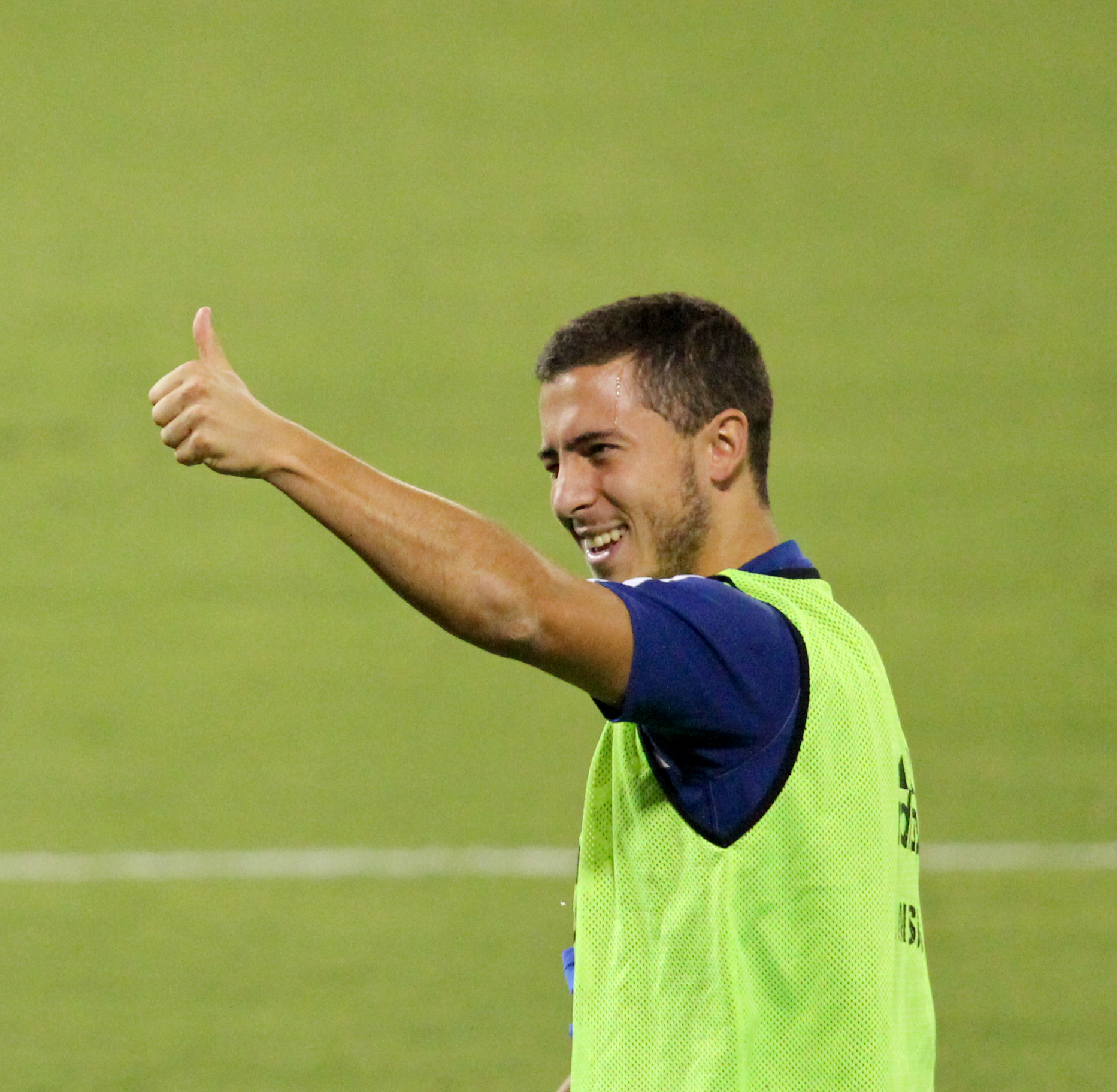
Eden Hazard werd als eerste Belg ooit uitgeroepen tot Beste Speler uit Ligue 1.

Deze prijs wordt sinds 1988 uitgereikt aan de beste voetballer uit Ligue 1. Zlatan Ibrahimović is met drie zeges de recordhouder. De Braziliaan Sonny Anderson is de eerste voetballer zonder Franse nationaliteit die de prijs won. In 2011 werd de Belg Eden Hazard uitgeroepen tot Beste Speler. Hij was daarmee de jongste laureaat ooit. In 2012 volgde hij zichzelf op.
| Jaar | Winnaar             | Land                | Club                |
| ---- | ------------------- | ------------------- | ------------------- |
| 1994 | David Ginola        | Vlag van Frankrijk  | Paris Saint-Germain |
| 1995 | Vincent Guérin      | Vlag van Frankrijk  | Paris Saint-Germain |
| 1996 | Zinédine Zidane     | Vlag van Frankrijk  | Girondins Bordeaux  |
| 1997 | Sonny Anderson      | Vlag van Brazilië   | AS Monaco           |
| 1998 | Marco Simone        | Vlag van Italië     | Paris Saint-Germain |
| 1999 | Ali Benarbia        | Vlag van Algerije   | Girondins Bordeaux  |
| 2000 | Marcelo Gallardo    | Vlag van Argentinië | AS Monaco           |
| 2001 | Éric Carrière       | Vlag van Frankrijk  | FC Nantes           |
| 2002 | Pauleta             | Vlag van Portugal   | Girondins Bordeaux  |
| 2003 | Pauleta             | Vlag van Portugal   | Girondins Bordeaux  |
| 2004 | Didier Drogba       | Vlag van Ivoorkust  | Olympique Marseille |
| 2005 | Michael Essien      | Vlag van Ghana      | Olympique Lyon      |
| 2006 | Juninho             | Vlag van Brazilië   | Olympique Lyon      |
| 2007 | Florent Malouda     | Vlag van Frankrijk  | Olympique Lyon      |
| 2008 | Karim Benzema       | Vlag van Frankrijk  | Olympique Lyon      |
| 2009 | Yoann Gourcuff      | Vlag van Frankrijk  | Girondins Bordeaux  |
| 2010 | Lisandro López      | Vlag van Argentinië | Olympique Lyon      |
| 2011 | Eden Hazard         | Vlag van België     | Lille OSC           |
| 2012 | Eden Hazard         | Vlag van België     | Lille OSC           |
| 2013 | Zlatan Ibrahimović  | Vlag van Zweden     | Paris Saint-Germain |
| 2014 | Zlatan Ibrahimović  | Vlag van Zweden     | Paris Saint-Germain |
| 2015 | Alexandre Lacazette | Vlag van Frankrijk  | Olympique Lyon      |
| 2016 | Zlatan Ibrahimović  | Vlag van Zweden     | Paris Saint-Germain |
| 2017 | Edinson Cavani      | Vlag van Uruguay    | Paris Saint-Germain |
| 2018 | Neymar              | Vlag van Brazilië   | Paris Saint-Germain |
| 2019 | Kylian Mbappé       | Vlag van Frankrijk  | Paris Saint-Germain |

### Beste Belofte

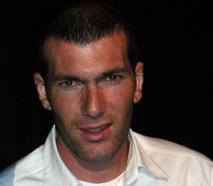
Zinédine Zidane werd als eerste voetballer verkozen tot Meest Beloftevolle Speler.

Deze prijs wordt sinds 1988 uitgereikt aan de meest beloftevolle speler uit de Franse competitie. In 2009 en 2010 was deze eer weggelegd voor de Belgische voetballer Eden Hazard. Hij is tevens de eerste niet-Fransman die de trofee in de wacht sleepte en de eerste voetballer die de trofee meer dan één keer won. Zinédine Zidane was de eerste speler die werd verkozen tot zowel Beste Belofte (1994) als tot Beste Speler (1996). Dit werd herhaald door Eden Hazard in 2011.
| Jaar | Winnaar              | Land               | Club                |
| ---- | -------------------- | ------------------ | ------------------- |
| 1994 | Zinédine Zidane      | Vlag van Frankrijk | Girondins Bordeaux  |
| 1995 | Florian Maurice      | Vlag van Frankrijk | Olympique Lyon      |
| 1996 | Robert Pirès         | Vlag van Frankrijk | FC Metz             |
| 1997 | Thierry Henry        | Vlag van Frankrijk | AS Monaco           |
| 1998 | David Trezeguet      | Vlag van Frankrijk | AS Monaco           |
| 1999 | Olivier Monterrubio  | Vlag van Frankrijk | FC Nantes           |
| 2000 | Philippe Christanval | Vlag van Frankrijk | AS Monaco           |
| 2001 | Sidney Govou         | Vlag van Frankrijk | Olympique Lyon      |
| 2002 | Djibril Cissé        | Vlag van Frankrijk | AJ Auxerre          |
| 2003 | Lionel Mathis        | Vlag van Frankrijk | AJ Auxerre          |
| 2004 | Patrice Evra         | Vlag van Frankrijk | AS Monaco           |
| 2005 | Jérémy Toulalan      | Vlag van Frankrijk | FC Nantes           |
| 2006 | Franck Ribéry        | Vlag van Frankrijk | Olympique Marseille |
| 2007 | Samir Nasri          | Vlag van Frankrijk | Olympique Marseille |
| 2008 | Hatem Ben Arfa       | Vlag van Frankrijk | Olympique Lyon      |
| 2009 | Eden Hazard          | Vlag van België    | Lille OSC           |
| 2010 | Eden Hazard          | Vlag van België    | Lille OSC           |
| 2011 | Mamadou Sakho        | Vlag van Frankrijk | Paris Saint-Germain |
| 2012 | Younès Belhanda      | Vlag van Marokko   | Montpellier HSC     |
| 2013 | Florian Thauvin      | Vlag van Frankrijk | SC Bastia           |
| 2014 | Marco Verratti       | Vlag van Italië    | Paris Saint-Germain |
| 2015 | Nabil Fekir          | Vlag van Frankrijk | Olympique Lyon      |
| 2016 | Ousmane Dembélé      | Vlag van Frankrijk | Stade Rennais       |
| 2017 | Kylian Mbappé        | Vlag van Frankrijk | AS Monaco           |
| 2018 | Kylian Mbappé        | Vlag van Frankrijk | Paris Saint-Germain |

### Beste Doelman

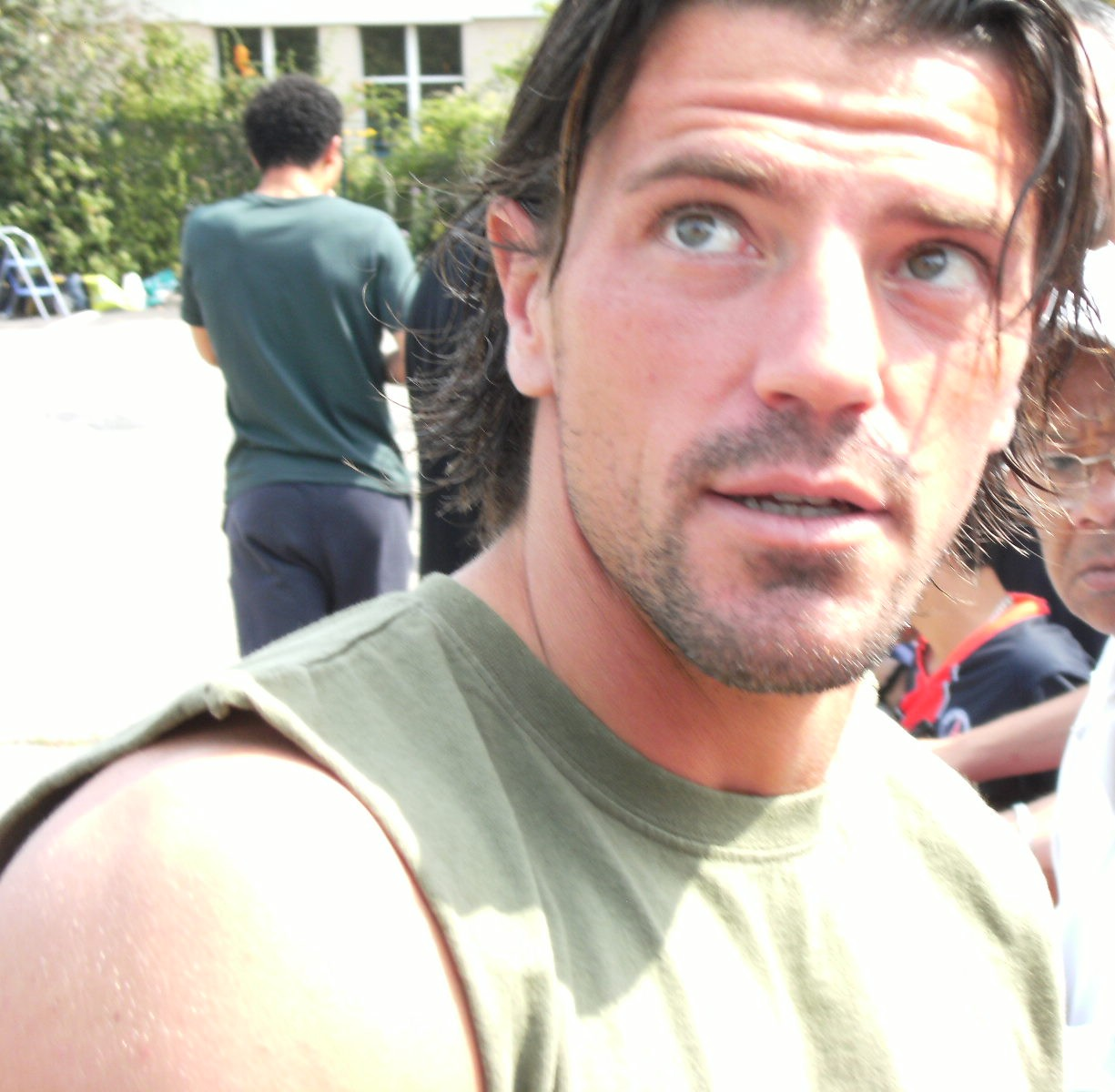
In de categorie Beste Doelman is Grégory Coupet (foto) samen met Steve Mandanda de recordhouder.

Deze prijs wordt sinds 2002 uitgereikt aan de beste doelman uit de Franse competitie. Grégory Coupet en Steve Mandanda zijn de recordhouders; ze wonnen de trofee elk vier keer.
| Jaar | Winnaar          | Land               | Club                |
| ---- | ---------------- | ------------------ | ------------------- |
| 2002 | Ulrich Ramé      | Vlag van Frankrijk | Girondins Bordeaux  |
| 2003 | Grégory Coupet   | Vlag van Frankrijk | Olympique Lyon      |
| 2004 | Grégory Coupet   | Vlag van Frankrijk | Olympique Lyon      |
| 2005 | Grégory Coupet   | Vlag van Frankrijk | Olympique Lyon      |
| 2006 | Grégory Coupet   | Vlag van Frankrijk | Olympique Lyon      |
| 2007 | Teddy Richert    | Vlag van Frankrijk | FC Sochaux          |
| 2008 | Steve Mandanda   | Vlag van Frankrijk | Olympique Marseille |
| 2009 | Hugo Lloris      | Vlag van Frankrijk | Olympique Lyon      |
| 2010 | Hugo Lloris      | Vlag van Frankrijk | Olympique Lyon      |
| 2011 | Steve Mandanda   | Vlag van Frankrijk | Olympique Marseille |
| 2012 | Hugo Lloris      | Vlag van Frankrijk | Olympique Lyon      |
| 2013 | Salvatore Sirigu | Vlag van Italië    | Paris Saint-Germain |
| 2014 | Salvatore Sirigu | Vlag van Italië    | Paris Saint-Germain |
| 2015 | Steve Mandanda   | Vlag van Frankrijk | Olympique Marseille |
| 2016 | Steve Mandanda   | Vlag van Frankrijk | Olympique Marseille |
| 2017 | Danijel Subašić  | Vlag van Kroatië   | AS Monaco           |
| 2018 | Steve Mandanda   | Vlag van Frankrijk | Olympique Marseille |

### Beste Trainer

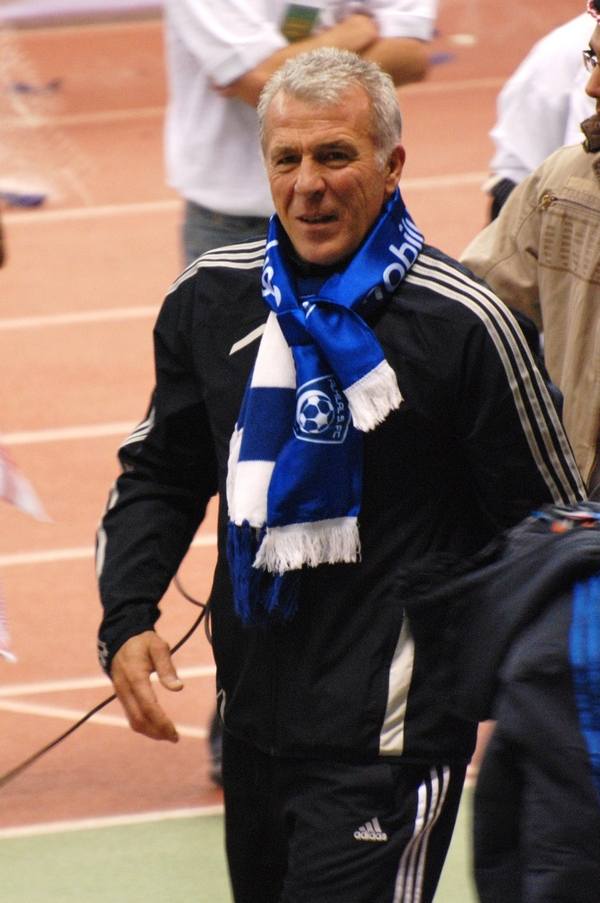
Eric Gerets is de eerste niet-Fransman die werd uitgeroepen tot Trainer van het Jaar.

Deze prijs wordt sinds 1988 uitgereikt aan de beste trainer van het seizoen. In 2009 was deze eer weggelegd voor de Belgische voetbalcoach Eric Gerets. Hij is tevens de eerste niet-Fransman die de trofee in de wacht sleepte.
| Jaar | Winnaar                            | Nationaliteit                        | Club                                 |
| ---- | ---------------------------------- | ------------------------------------ | ------------------------------------ |
| 1994 | Luis Fernandez                     | Vlag van Frankrijk                   | AS Cannes                            |
| 1995 | Francis Smerecki                   | Vlag van Frankrijk                   | EA Guingamp                          |
| 1996 | Guy Roux                           | Vlag van Frankrijk                   | AJ Auxerre                           |
| 1997 | Jean Tigana                        | Vlag van Frankrijk                   | AS Monaco                            |
| 1998 | Daniel Leclercq                    | Vlag van Frankrijk                   | RC Lens                              |
| 1999 | Élie Baup                          | Vlag van Frankrijk                   | Girondins Bordeaux                   |
| 2000 | Claude Puel                        | Vlag van Frankrijk                   | AS Monaco                            |
| 2001 | Raynald Denoueix                   | Vlag van Frankrijk                   | FC Nantes                            |
| 2002 | Joël Muller                        | Vlag van Frankrijk                   | RC Lens                              |
| 2003 | Guy Lacombe                        | Vlag van Frankrijk                   | FC Sochaux                           |
| 2004 | Didier Deschamps                   | Vlag van Frankrijk                   | AS Monaco                            |
| 2005 | Paul Le Guen                       | Vlag van Frankrijk                   | Olympique Lyon                       |
| 2006 | Claude Puel                        | Vlag van Frankrijk                   | Lille OSC                            |
| 2007 | Gérard Houllier                    | Vlag van Frankrijk                   | Olympique Lyon                       |
| 2008 | Laurent Blanc                      | Vlag van Frankrijk                   | Girondins Bordeaux                   |
| 2009 | Eric Gerets                        | Vlag van België                      | Olympique Marseille                  |
| 2010 | Jean Fernandez                     | Vlag van Frankrijk                   | AJ Auxerre                           |
| 2011 | Rudi Garcia                        | Vlag van Frankrijk                   | Lille OSC                            |
| 2012 | René Girard                        | Vlag van Frankrijk                   | Montpellier HSC                      |
| 2013 | Carlo Ancelotti Christophe Galtier | Vlag van Italië · Vlag van Frankrijk | Paris Saint-Germain AS Saint-Étienne |
| 2014 | René Girard                        | Vlag van Frankrijk                   | Lille OSC                            |
| 2015 | Laurent Blanc                      | Vlag van Frankrijk                   | Paris Saint-Germain                  |
| 2016 | Laurent Blanc                      | Vlag van Frankrijk                   | Paris Saint-Germain                  |
| 2017 | Leonardo Jardim                    | Vlag van Portugal                    | AS Monaco                            |
| 2018 | Unai Emery                         | Vlag van Spanje                      | Paris Saint-Germain                  |

### Mooiste Doelpunt

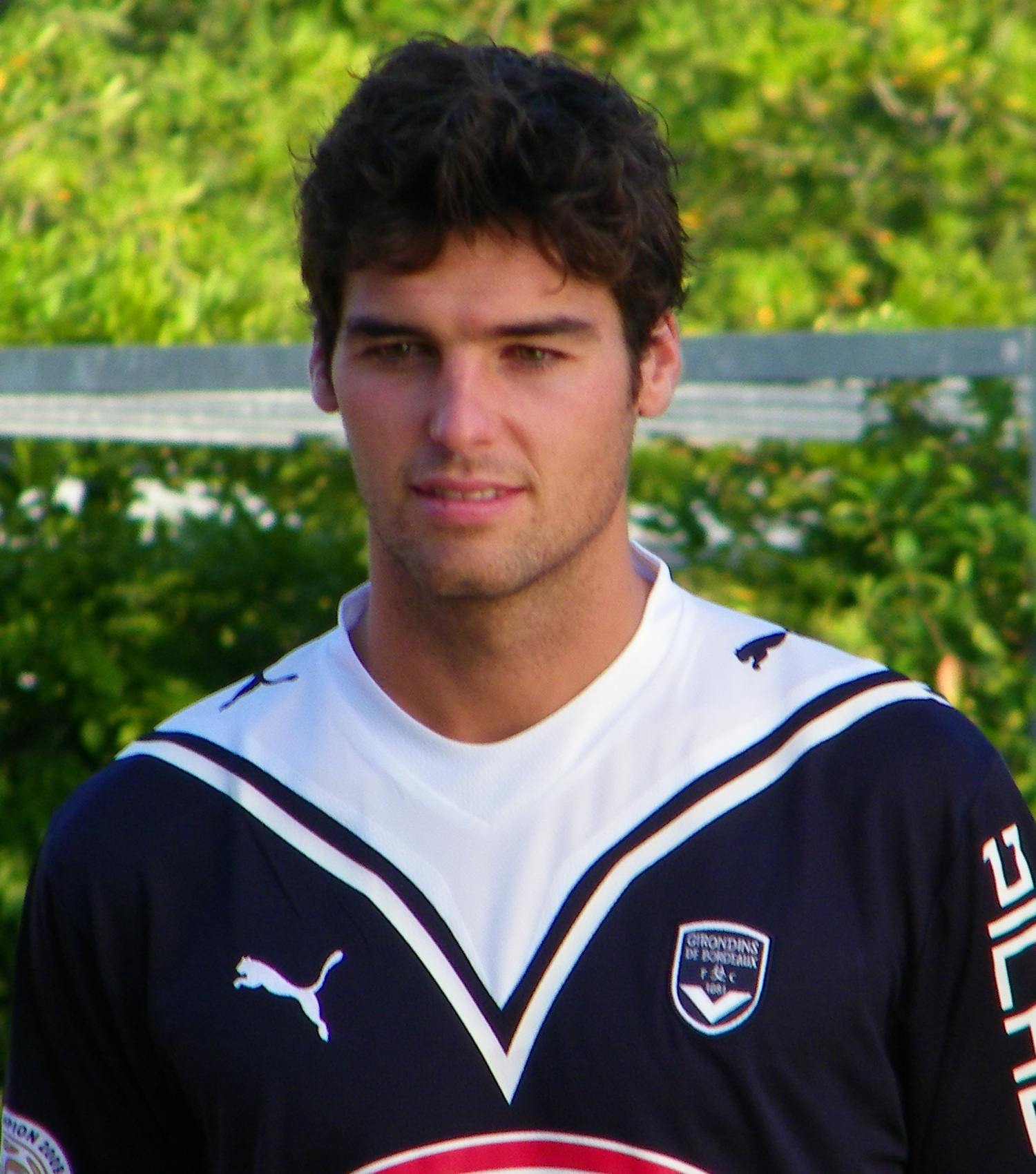
Yoann Gourcuff maakte op 11 januari 2009 tegen PSG het mooiste doelpunt van het seizoen.

Deze prijs wordt sinds 2002 uitgereikt aan de maker van het mooiste doelpunt van het seizoen.
| Jaar | Winnaar            | Land               | Club                |
| ---- | ------------------ | ------------------ | ------------------- |
| 2002 | Antoine Sibierski  | Vlag van Frankrijk | RC Lens             |
| 2003 | Ronaldinho         | Vlag van Brazilië  | PSG                 |
| 2004 | Didier Drogba      | Vlag van Ivoorkust | Olympique Marseille |
| 2005 | Laurent Batlles    | Vlag van Frankrijk | Olympique Marseille |
| 2006 | Franck Ribéry      | Vlag van Frankrijk | Olympique Marseille |
| 2007 | Araujo Ilan        | Vlag van Brazilië  | AS Saint-Étienne    |
| 2008 | Mathieu Valbuena   | Vlag van Frankrijk | Olympique Marseille |
| 2009 | Yoann Gourcuff     | Vlag van Frankrijk | Girondins Bordeaux  |
| 2010 | Mamadou Niang      | Vlag van Senegal   | Olympique Marseille |
| 2011 | Niet uitgereikt    | Niet uitgereikt    | Niet uitgereikt     |
| 2012 | Younès Belhanda    | Vlag van Marokko   | Montpellier HSC     |
| 2013 | Saber Khelifa      | Vlag van Tunesië   | Evian               |
| 2014 | Zlatan Ibrahimović | Vlag van Zweden    | PSG                 |
| 2015 | Julian Palmieri    | Vlag van Frankrijk | SC Bastia           |
| 2016 | Pierrick Capelle   | Vlag van Frankrijk | Angers SCO          |
| 2017 | Memphis Depay      | Vlag van Nederland | Olympique Lyon      |
| 2018 | Malcom             | Vlag van Brazilië  | Girondins Bordeaux  |

### Elftal van het Seizoen
Deze prijs wordt pas sinds 2003 uitgereikt. De elf beste spelers (opstelling: 4-4-2 of 4-3-3) uit de Franse competitie van het afgelopen seizoen worden in deze categorie verkozen. Doelman Grégory Coupet haalde als enige meer dan drie keer het Elftal van het Seizoen.
| Jaar | Doelman          | Verdedigers                                                     | Middenvelders                                                   | Aanvallers                                       |
| ---- | ---------------- | --------------------------------------------------------------- | --------------------------------------------------------------- | ------------------------------------------------ |
| 2003 | Grégory Coupet   | Johan Radet Daniel Van Buyten Philippe Mexès Manuel Dos Santos  | Benoît Pedretti Michael Essien Ludovic Giuly Jérôme Rothen      | Shabani Nonda Pedro Pauleta                      |
| 2004 | Grégory Coupet   | Bernard Mendy Mario Yepes Sébastien Squillaci Patrice Evra      | Benoît Pedretti Lucas Bernardi Ludovic Giuly Juninho            | Didier Drogba Fernando Morientes                 |
| 2005 | Grégory Coupet   | Habib Beye Cris Gaël Givet Éric Abidal                          | Bonaventure Kalou Juninho Michael Essien Florent Malouda        | Sylvain Wiltord Alexander Frei                   |
| 2006 | Grégory Coupet   | David Jemmali Cris Mario Yepes Éric Abidal                      | Mahamadou Diarra Juninho Franck Ribéry Florent Malouda          | Sylvain Wiltord Pedro Pauleta                    |
| 2007 | Teddy Richert    | Bacary Sagna Cris Vitorino Hilton Éric Abidal                   | Kader Keïta Samir Nasri Seydou Keita Florent Malouda            | Steve Savidan Johan Elmander                     |
| 2008 | Steve Mandanda   | Laurent Bonnart Sébastien Puygrenier Vitorino Hilton Taye Taiwo | Jérémy Toulalan Benoît Cheyrou Mathieu Valbuena Wendel          | Mamadou Niang Karim Benzema                      |
| 2009 | Hugo Lloris      | Rod Fanni Souleymane Diawara Vitorino Hilton Taye Taiwo         | Stéphane Sessègnon Benoît Cheyrou Yoann Gourcuff Michel Bastos  | Guillaume Hoarau André-Pierre Gignac             |
| 2010 | Hugo Lloris      | Rod Fanni Souleymane Diawara Michaël Ciani Benoît Trémoulinas   | Benoît Cheyrou Yoann Gourcuff Eden Hazard                       | Lisandro López Marouane Chamakh Mamadou Niang    |
| 2011 | Steve Mandanda   | Anthony Réveillère Adil Rami Mamadou Sakho Taye Taiwo           | Yann M'Vila Gervinho Eden Hazard Nenê                           | Kevin Gameiro Moussa Sow                         |
| 2012 | Hugo Lloris      | Mathieu Debuchy Nicolas N'Koulou Vitorino Hilton Henri Bedimo   | Étienne Capoue Rio Mavuba Eden Hazard Younès Belhanda           | Nenê Olivier Giroud                              |
| 2013 | Salvatore Sirigu | Christophe Jallet Thiago Silva Nicolas N'Koulou Maxwell         | Marco Verratti Blaise Matuidi Dimitri Payet Mathieu Valbuena    | Pierre-Emerick Aubameyang Zlatan Ibrahimović     |
| 2014 | Salvatore Sirigu | Serge Aurier Thiago Silva Loïc Perrin Layvin Kurzawa            | Marco Verratti Thiago Motta Alexandre Lacazette James Rodríguez | Edinson Cavani Zlatan Ibrahimović                |
| 2015 | Steve Mandanda   | Christophe Jallet Thiago Silva David Luiz Maxwell               | Marco Verratti Javier Pastore Nabil Fekir Dimitri Payet         | Zlatan Ibrahimović Alexandre Lacazette           |
| 2016 | Steve Mandanda   | Serge Aurier Thiago Silva David Luiz Maxwell                    | Lassana Diarra Marco Verratti Blaise Matuidi                    | Hatem Ben Arfa Zlatan Ibrahimović Ángel Di María |
| 2017 | Danijel Subašić  | Benjamin Mendy Kamil Glik Thiago Silva Djibril Sidibé           | Jean Michaël Seri Marco Verratti Bernardo Silva                 | Alexandre Lacazette Edinson Cavani Kylian Mbappé |
| 2018 | Steve Mandanda   | Ferland Mendy Thiago Silva Marquinhos Dani Alves                | Nabil Fekir Marco Verratti Luiz Gustavo                         | Neymar Edinson Cavani Kylian Mbappé              |

Azerbeidzjan · België (HLN · PL) · Bosnië-Herzegovina · Bulgarije · Denemarken · Duitsland · Engeland (PFA · FWA) · Estland · Finland · Frankrijk (FF · UNFP) · Georgië · Gibraltar · Griekenland · Hongarije · Ierland · Israël · Italië · Kazachstan · Kosovo · Kroatië · Letland · Liechtenstein · Litouwen · Luxemburg · Malta · Moldavië · Nederland · Noord-Macedonië · Noorwegen · Oekraïne · Oostenrijk · Polen · Portugal (CNID · PGB) · Roemenië · Rusland ("Futbol" · "Sport-Express") · Schotland (SPFA · SFWA) · Servië · Slowakije · Sovjet-Unie · Spanje (TADS · PDB · LFP) · Tsjechië (ČMFS · KSN) · Wit-Rusland · Zweden · Zwitserland